# 브라질 U-20 축구 국가대표팀
브라질 U-20 축구 국가대표팀은 브라질을 대표하는 20세 이하 축구 국가대표팀이다. FIFA U-20 월드컵 본선에는 18번 출전하여 5번의 우승과 4번의 준우승을 차지했고 CONMEBOL U-20 축구 선수권 대회 본선에는 26번 출전하여 11번의 우승과 7번의 준우승을 차지했으며 툴롱 대회에서도 무려 8번의 우승컵을 들어올렸다. 또한 랄쿠디아 국제 축구 대회에서도 3번이나 정상에 올랐다.

## 역대 감독
| 감독                   | 임기   |
| ---------------------- | ------ |
| 자이르 페헤이라        | 1983   |
| 자이르 페헤이라        | 1985   |
| 자이르 페헤이라        | 1986   |
| 자이르 페헤이라        | 1987   |
| 하몽 메니지스 우브네르 | 2022 ~ |

## 같이 보기
- 브라질 축구 국가대표팀